# Пьяцца, Валерия
Вале́рия Пья́цца Ва́скес (исп. Valeria Piazza Vásquez; род. 6 июня 1989, Лима) — перуанская модель, победительница конкурса красоты «Мисс Перу 2016», участница международного конкурса красоты «Мисс Вселенная 2016».

## Биография
Валерия Пьяцца родилась 6 июня 1989 года в Лиме.
Закончила Университет Лимы по специальности коммуникации. 23 апреля 2016 года после победы на национальном конкурсе красоты Валерия была коронована как «Мисс Перу». Победа на национальном конкурсе красоты позволила Валерии принять участие на международном конкурсе красоты «Мисс Вселенная 2016», по итогам которого она вошла в топ-13.
В январе 2018 года Валерия была госпитализирована в отделение интенсивной терапии в одной из больниц Лимы из-за опасного врождённого аутоимунного заболевания. Она находилась в тяжёлом состоянии и её посещения родственниками были ограничены, но спустя некоторое время она была выписана из больницы.